# Крючкова, Валентина Александровна
Валенти́на Алекса́ндровна Крючко́ва (1939 — 26 февраля 2018, Москва) — советский и российский искусствовед и историк искусства, специалист по искусству Франции и Италии XX—XXI веков; выпускница МГУ (1963); доктор искусствоведения, главный научный сотрудник НИИ теории и истории изобразительных искусств РАХ (1974), почётный академик РАХ (2013). Одна из авторов «Большой российской энциклопедии».

## Биография
Валентина Крючкова родилась в СССР в 1939 году; в 1963 году она стала выпускницей исторического факультета Московского государственного университета имени М. В. Ломоносова — получила специальность «искусствовед — историк искусства». В период с 1970 по 1973 год она обучалась в аспирантуре при московском НИИ теории и истории изобразительных искусств АХ СССР: её научным руководителем являлся философ, профессор Михаил Лифшиц. В 1975 году Крючкова защитила кандидатскую диссертацию по теме «Графика иллюстрированных журналов США и некоторые проблемы „массовой культуры“» — стала кандидатом искусствоведения.
С 1974 года Валентина Крючкова работал в НИИ теории и истории изобразительных искусств; стала главным научным сотрудником данного учреждения. В 2011 году успешно защитила докторскую диссертацию на тему «Мимесис в эпоху абстракции. Образы реальности в искусстве второй парижской школы» — стала доктором искусствоведения. Через два года стала почетным академиком РАХ. Скончалась в Москве 26 февраля 2018 года; была похоронена на московском Митинском кладбище.

## Работы
- «Символизм в изобразительном искусстве. Франция и Бельгия, 1879−1900». Монография. М.: Изобразительное искусство, 1994;
- «Пикассо: от „Парада“ до „Герники“». Монография. М.: Прогресс-Традиция, 2003;
- Граффити : [арх. 24 сентября 2022] / Крючкова В. А. // Гермафродит — Григорьев [Электронный ресурс]. — 2007. — С. 646—647. — (Большая российская энциклопедия : [в 35 т.] / гл. ред. Ю. С. Осипов ; 2004—2017, т. 7). — ISBN 978-5-85270-337-8.
- Руссо, Анри : [арх. 3 января 2023] / Крючкова В. А. // Румыния — Сен-Жан-де-Люз [Электронный ресурс]. — 2015. — С. 99—100. — (Большая российская энциклопедия : [в 35 т.] / гл. ред. Ю. С. Осипов ; 2004—2017, т. 29). — ISBN 978-5-85270-366-8.
- «Группа „Наби“» /Альбом/. М., Белый город, 2008;
- «Тулуз-Лотрек» /Альбом/. М., Белый город, 2009.
- «Мимесис в эпоху абстракции. Образы реальности в искусстве второй парижской школы». Монография. М.: Прогресс-Традиция, 2010;